# Sphinx jordani
Sphinx jordani är en fjärilsart som beskrevs av Clayton Dissinger Mell 1922. Sphinx jordani ingår i släktet Sphinx och familjen svärmare. Inga underarter finns listade i Catalogue of Life.